# هرکول (فیلم ۱۹۶۲)
«هرکول» (انگلیسی: Herakles (film)) یک فیلم به کارگردانی ورنر هرتسوک است که در سال ۱۹۶۲ منتشر شد.